# Eutecticum

Overzicht van de verschillende morfologische microstructuren, die kunnen vormen bij een binaire legering rond het eutecticum

Een eutecticum of eutectisch systeem is een homogeen mengsel van twee of meer elementen die samen een lager smeltpunt hebben dan de componenten waar het mengsel uit bestaat.

## Terminologie
Bij eutectische stolling wordt een vloeibare smelt (L) ineens omgezet in een samenstelling van twee (of meer) fasen van vaste oplossingen: L → α + β, alsof het een zuivere stof betreft en geen mengsel. De term eutecticum wordt gebruikt voor de thermodynamische overgangen die beide kanten op mogen werken, dus ook het eutectisch smelten, α + β → L, behoort tot het eutectisch systeem. Vergelijkbaar met een eutecticum is een eutectoïde, waar een vaste oplossing overgaat in twee (of meer) vaste fasen: γ → α + β.
De terminologie voor de temperatuur waar het eutecticum plaatsvindt is eutectische temperatuur en voor de positie in een fasediagram spreekt men over een eutectisch punt.

## Voorbeeld staal
Rechts is een voorbeeld van een fasediagram voor een eutectisch mengsel te zien, in dit geval die van staal in het ijzer-koolstofdiagram. Verticaal staat de temperatuur (T) in °C en horizontaal de concentratie (in wt%) van twee verschillende elementen (hier Fe en C). Uit dit diagram is te zien bij B, dat bij 4,3 wt% C de faseovergang van vloeibaar direct naar vast verloopt. Er is dan geen smelttraject zoals bij andere mengverhoudingen (q - p - k of q - r - l). Het eutecticum heeft dus een vast smeltpunt (hier 1140 °C), alsof het een zuivere stof was.
Het eutecticum ledeburiet, bestaande uit austeniet en cementiet is weergegeven bij nummer 07. Nog lager bevindt zich het eutecticum steadiet, dat bestaat uit ferriet en cementiet.
- Vier mogelijke eutectische structuren die kunnen worden gevormd:
A) lamellair (plaat-vormig)
B) staaf-vorming
C) nodulair (bol-vormig)
D) aciculair (naald-vormig)

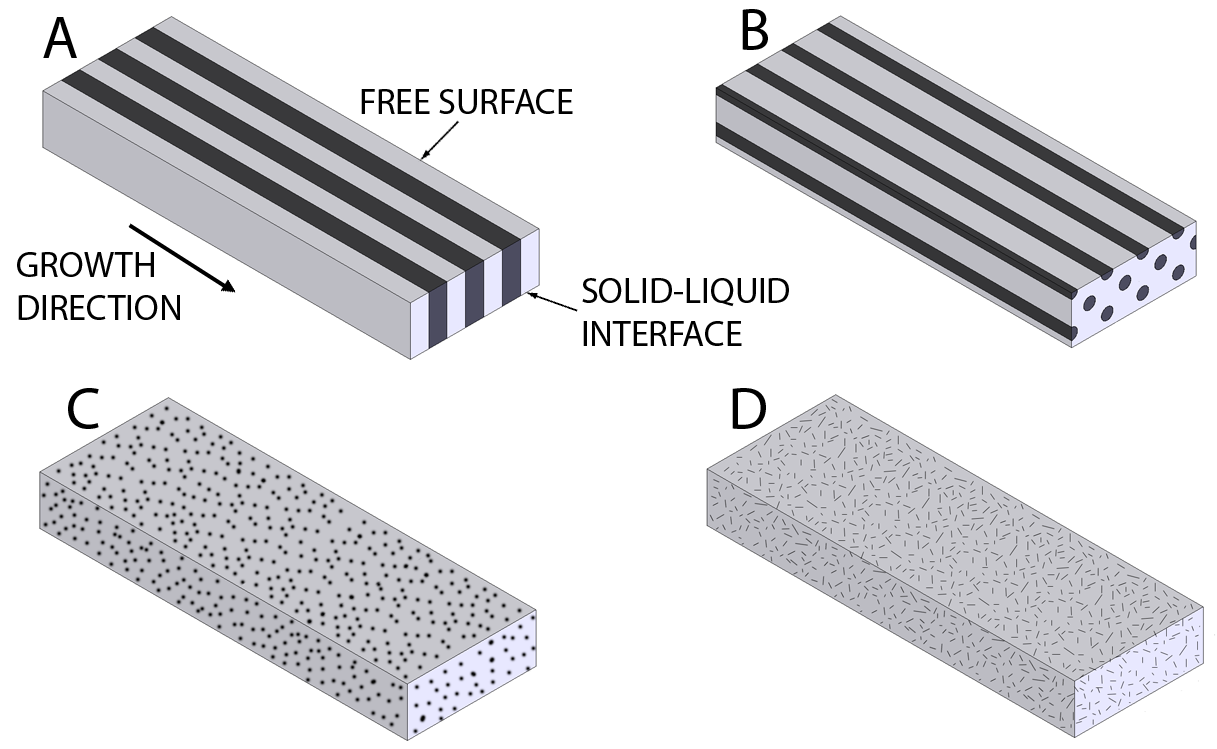
Vier mogelijke eutectische structuren die kunnen worden gevormd: A) lamellair (plaat-vormig) B) staaf-vorming C) nodulair (bol-vormig) D) aciculair (naald-vormig)
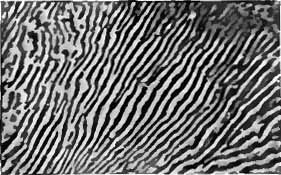
Dunne lamellae in een lamellaire microstructuur van perliet: zwart is ferriet en wit is cementiet

## Vergelijkbare overgangen
- Nummer 02 is geen eutecticum, maar een eutectoïde, omdat fase 05 geen vloeistof is.
- Niet elk eutectisch mengsel heeft een eutectisch punt. Er zijn ook peritectische systemen.
- Voor gas - vloeistof condensatie bestaat iets analoogs: azeotroop.